# Metamidofós
Methamidophos) é um insecticida utilizado nas agriculturas do amendoim, tabaco, pimenta e trigo. O seu uso tem sido discutido porque se suspeita ser a causa da morte de trabalhadores rurais por hemorragias e suicídios, o que levou à sua proibição no Brasil, programada para 30 de junho de 2012.